# 2015年國家聯盟冠軍賽
2015年國家聯盟冠軍賽 （NLCS） 是美國職棒大聯盟季後賽第二輪的比賽，由贏得兩個國家聯盟分區賽的球隊來進行比賽。這兩支球隊分別是國聯東區冠軍紐約大都會對上國聯外卡芝加哥小熊，這是小熊和大都會分別自2003年和2006年之後，再度打進國聯冠軍賽，也是雙方在國聯冠軍賽首度交手。

## 芝加哥小熊對紐約大都會
大都會4比0晉級
| 場次 | 客隊   | 比分 | 主隊   | 日期     | 場地       | 觀眾人數 |
| ---- | ------ | ---- | ------ | -------- | ---------- | -------- |
| 1    | 小熊   | 2：4 | 大都會 | 10月17日 | 花旗球場   | 44,287   |
| 2    | 小熊   | 1：4 | 大都會 | 10月18日 | 花旗球場   | 44,502   |
| 3    | 大都會 | 5：2 | 小熊   | 10月20日 | 瑞格利球場 | 42,231   |
| 4    | 大都會 | 8：3 | 小熊   | 10月21日 | 瑞格利球場 | 42,227   |

## 逐場戰況

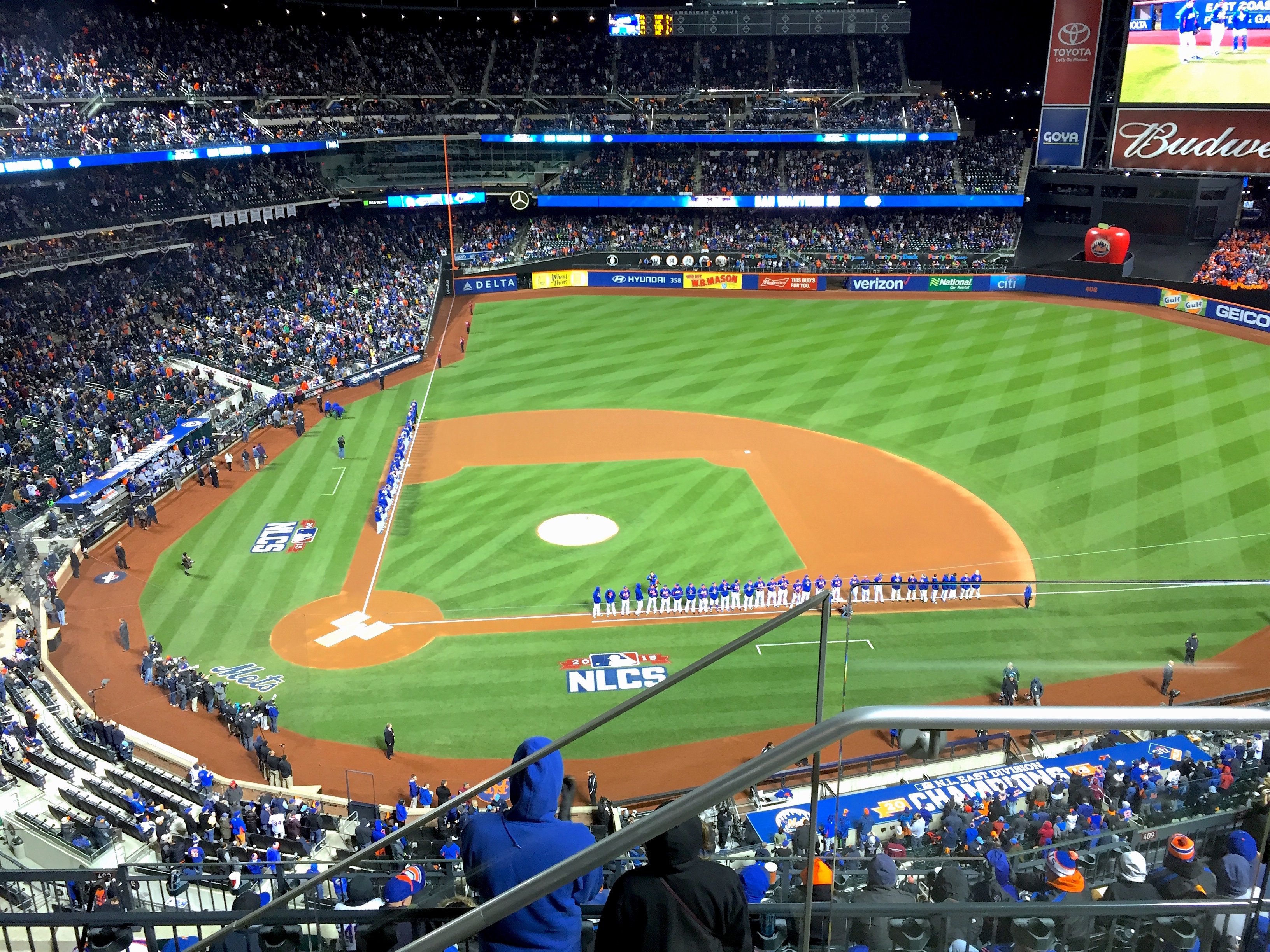
2015年國家聯盟冠軍賽第一場賽前，於花旗球場

### 10月17日 第一場
花旗球場，紐約，紐約州
只差8場勝利就能破除魔咒的小熊，推出抗癌鬥士喬恩·萊斯特，和大都會的黑暗騎士Matt Harvey一較高下。
黑暗騎士7.2局只失2分，前7局完全壓制小熊，直到8局上被Kyle Schwarber的陽春彈狙擊後退場，略勝抗癌鬥士一籌；Jon Lester先遭到「山羊先生」Daniel Murphy砲轟，接著在6下受到致命性傷害:Travis d'Arnaud陽春砲。最後，大都會以4:2旗開得勝。
| 芝加哥小熊 | 0 | 0 | 0 | 0 | 1 | 0 | 0 | 1 | 0 | 2 | 5 | 0 |
| 紐約大都會 | 1 | 0 | 0 | 0 | 1 | 1 | 1 | 0 | x | 4 | 8 | 1 |
| 勝投： Matt Harvey (1–0) 敗投： Jon Lester(0–1) 救援成功： Jeurys Familia (1) 全壘打： 小熊：Kyle Schwarber(1)(8上，1分) 大都會：Daniel Murphy(1)(1下，1分) 、Travis d'Arnaud(1)(6下，1分) |   |   |   |   |   |   |   |   |   |   |   |   |

### 10月18日 第二場
花旗球場，紐約，紐約州
為了帶著優勢前往芝加哥，大都會決定推出第2張英雄牌，「雷神」Noah Syndergaard，力搏小熊王牌Jake Arrieta。
一局下，讓小熊球迷哀號的事情發生了，Jake Arrieta中彈!山羊先生揮出2分砲，成為致勝英雄。
| 芝加哥小熊 | 0 | 0 | 0 | 0 | 0 | 1 | 0 | 0 | 0 | 1 | 5 | 0 |
| 紐約大都會 | 3 | 0 | 1 | 0 | 0 | 0 | 0 | 0 | x | 4 | 5 | 0 |
| 勝投： Noah Syndergaard (1–0) 敗投： Jake Arrieta (0–1) 救援成功： Jeurys Familia (2) 全壘打： 小熊：無 大都會：Daniel Murphy(2)(1下，2分) |   |   |   |   |   |   |   |   |   |   |   |   |

### 10月20日 第三場
瑞格利球場，芝加哥，伊利諾州
如願帶著2:0造訪風城的大都會，推出陣中王牌Jacob deGrom，他主投7.0局挨了Kyle Schwarber和Jorge Soler各一發陽春彈，拿下勝投。
6局上半，小熊後援投手Trevor Cahill對Michael Comforto投出三振，但要命的是，最後一球居然是暴投!Yoenis Cespedes趁機衝回本壘，奪下超前分。
7局上，大都會再添得2分保險，終場5:2，把小熊回到未來的可能性降到幾乎為0。
| 紐約大都會 | 1 | 0 | 1 | 0 | 0 | 1 | 2 | 0 | 0 | 5 | 11 | 0 |
| 芝加哥小熊 | 1 | 0 | 0 | 1 | 0 | 0 | 0 | 0 | 0 | 2 | 7  | 1 |
| 勝投： Jacob deGrom (1–0) 敗投： Trevor Cahill(0–1) 救援成功： Jeurys Familia(3) 全壘打： 大都會：Daniel Murphy(3)(3上，1分) 小熊：Kyle Schwarber(1)(1下，1分), Jorge Soler(1)(4下，1分) |   |   |   |   |   |   |   |   |   |   |    |   |

### 10月21日 第四場
瑞格利球場，芝加哥，伊利諾州
為了避免11年前的絕地大逆轉發生在自己身上，大都會先下手為強，Lucas Duda先來記三分球，接著Travis d'Arnaud也補上一支陽春砲，把小熊先發投手Jason Hammel炸的體無完膚，前2局打完大蘋果軍團6:0遙遙領先。
雖然打線如此捧場，但勝投不是投了4.2局的先發投手Steven Matz，而是接替他的Bartolo Colón。
8局上半，山羊先生站上打擊區，大棒一揮，2分砲!連續第6場開轟，刷新季後賽連續開轟場次紀錄!
雖然Kris Bryant在下個半局也回敬一支2分砲，但為時已晚。
最終大都會以8:3收下第4戰的勝利，不但收下世界大賽門票，也讓小熊再也回不到電影所描繪的那個未來。
| 紐約大都會 | 4 | 2 | 0 | 0 | 0 | 0 | 0 | 2 | 0 | 8 | 11 | 0 |
| 芝加哥小熊 | 0 | 0 | 0 | 1 | 0 | 0 | 0 | 2 | 0 | 3 | 6  | 0 |
| 勝投： Bartolo Colón (1–0) 敗投： Jason Hammel (0–1) 全壘打： 大都會：Lucas Duda(1)(1上，3分),Travis d'Arnaud(2)(1上，1分),Daniel Murphy(4)(8上，2分) 小熊：Kris Bryant(1)(8下，2分) |   |   |   |   |   |   |   |   |   |   |    |   |

## 恐怖的巧合:山羊魔咒再度發威
上次魔咒在NLCS發威得要追溯到2003年了。雖然最直接導致小熊潰敗的原因在史蒂夫·巴特曼事件，但同一年莫非定律獲得哈佛大學認證，獲頒搞笑諾貝爾獎。
而回到未來2當中，從導演、演員、特效、到現場小小的助理，沒有一個人的名字或姓氏叫Murphy。偏偏2015年NLCS，小熊的對手大都會陣中就有一個Murphy...